# ماتئوس کورادینی ویویان
ماتئوس کورادینی ویویان (به پرتغالی: Matheus Coradini Vivian) مدافع اهل برزیل است که در شهر Caçapava do Sul و در تاریخ ۵ آوریل ۱۹۸۲ به دنیا آمده‌است. پست تخصصی او در فوتبال دفاع است.
ماتئوس کورادینی ویویان در تیم‌های فوتبال Grêmio و گنگام سابقهٔ حضور دارد.